# Eric Schneiderman
Pour les articles homonymes, voir Schneidermann.
Eric Tradd Schneiderman, né le 31 décembre 1954 à New York, est un avocat et homme politique américain, membre du Parti démocrate. Il est procureur général de l'État de New York de 2011 à 2018.

## Biographie
Il est membre du Parti démocrate,.
Il est élu procureur général de l'État de New York en 2010 et réélu en 2014. Il annonce sa démission le 7 mai 2018, après la publication de plusieurs témoignages d’anciennes compagnes, dont Tanya Selvaratnam l’accusant de violences,, celle-ci étant effective le lendemain. 